# Calycomyza yepezi
Calycomyza yepezi är en tvåvingeart som beskrevs av Spencer 1973. Calycomyza yepezi ingår i släktet Calycomyza och familjen minerarflugor.
Artens utbredningsområde är Venezuela. Inga underarter finns listade i Catalogue of Life.